# سیاپیچیا
سیاپیچیا (به ایتالیایی: Siapiccia) یک کومونه در ایتالیا است که در استان اریستانو واقع شده‌است.

## خصوصیات
سیاپیچیا ۱۷٫۹ کیلومترمربع مساحت و ۳۶۵ نفر جمعیت دارد.